# Ельцовское (электродепо)
ТЧ-1 «Ельцовское» — единственное электродепо Новосибирского метрополитена. Введено в эксплуатацию 7 января 1986 года, обслуживает обе существующие линии.

## История
С момента открытия Новосибирского метрополитена в 1986 году все его линии обслуживает единственное электродепо ТЧ-1 «Ельцовское». Расположено оно по нечетной стороне улицы Нарымской, в овраге 1-й Ельцовки. Специально для строительства депо в 1979 году жители частных домов с этой территории были расселены, речка взята в коллектор и замыта обским песком. Это — второй после Каменки замытый овраг в городе.
На территории депо сосредоточены разнообразные объекты инфраструктуры, необходимые для функционирования метро — административные здания, гаражи, склады и т. п. Депо соединено с железнодорожной станцией Новосибирск-Главный однопутной веткой, которая приходит как к путям метро, так и в складскую зону.
Для отстоя и ремонта поездов был построен корпус, имеющий 24 пути, рассчитанных на обслуживание пятивагонных поездов. Из них один путь моечный, три относятся к цеху капитального и среднего ремонта. Для спецтехники имеется отдельно расположенный четырёхпутный цех мотодепо.
В 2011 году метрополитеном был разработан, а затем одобрен комиссией государственной экспертизы проект ремонтной базы для планового ремонта вагонов. Ввести в эксплуатацию рембазу планируется в течение 2,5—3 лет. Для проведения капитального ремонта на территории метродепо ранее предполагалось возвести цех мастерских, каркас которого был возведён ещё в конце 1980-х годов.

### Обслуживаемые линии
| # | Линия             | Период                   | Маршруты |
| - | ----------------- | ------------------------ | -------- |
| 1 | Ленинская линия   | С 1986 — настоящее время | 01—20    |
| 2 | Дзержинская линия | С 1987 — настоящее время | 21—24    |

### Подвижной состав

#### Пассажирский подвижной состав
Подвижной состав Новосибирского метрополитена представлен четырьмя типами вагонов: 81-717/714 (c 1986), 81-717.5/714.5 (c 1991), 81-717.5М/714.5М (c 2007) и 81-540.2Н/541.2Н (с 2014). В 1987 году некоторые поезда Ленинградского вагоностроительного завода получили название «Комсомольско-молодёжный экипаж». После событий 1991—92 гг. надпись и комсомольский значок демонтировали.
По состоянию на 2014 в Новосибирском метрополитене 28 составов.

#### Специальный подвижной состав
- 8 дрезин, в том числе — АГМ и 1 шт. МГМ-3;
- 15 платформ типов УП-2/УП-3;
- снегоочиститель СММ-2М;
- передвижная рельсосварочная машина ПРСМ-4;
- поливомоечный поезд.[4][5]

Ранее в качестве служебных (лаборатория СЦБ и её сопровождение) использовались 3 вагона типа Д. Два вагона были порезаны на металлолом, а один — передан в Новосибирский музей железнодорожной техники.